# Scandali (film)
Scandali (A Society Scandal) è un film muto del 1924 diretto da Allan Dwan. La sceneggiatura si basa sull'opera teatrale The Laughing Lady di Alfred Sutro che, dopo essere stato presentato a Londra nel 1922, era andato in scena a Broadway il 12 febbraio 1923 con protagonista Ethel Barrymore. Nel film, il ruolo della protagonista fu ricoperto da Gloria Swanson, affiancata da Rod La Rocque e Ricardo Cortez.

## Trama
Compromessa da Peters, un suo ammiratore, la signora Marjorie Colbert viene citata dal marito Hector che chiede il divorzio. In realtà, Marjorie è innocente: il suo è stato solo un comportamento un po' sventato dovuto al fatto che il marito la trascurava. L'avvocato Daniel Farr, convinto invece della sua colpevolezza, fa vincere la causa a Hector, provocando la rovina di Marjorie che perde la reputazione. Quando, in seguito, lei incontra l'avvocato, cerca di vendicarsi. Ma non ci riuscirà perché si innamora di lui.

## Produzione
Il film, prodotto dalla Famous Players-Lasky Corporation (Paramount Pictures), fu girato negli studi Astoria della Paramount di Long Island.

## Distribuzione
Il copyright del film, richiesto dalla Famous Players-Lasky Corp., fu registrato il 19 marzo 1924 con il numero LP20003.
Distribuito dalla Paramount Pictures, uscì nelle sale cinematografiche statunitensi il 9 marzo 1924. In Italia, il film fu distribuito nel novembre 1925 con il visto di censura numero 22164.
Non si conoscono copie ancora esistenti della pellicola che viene considerata presumibilmente perduta.